# Vladimír Karfík

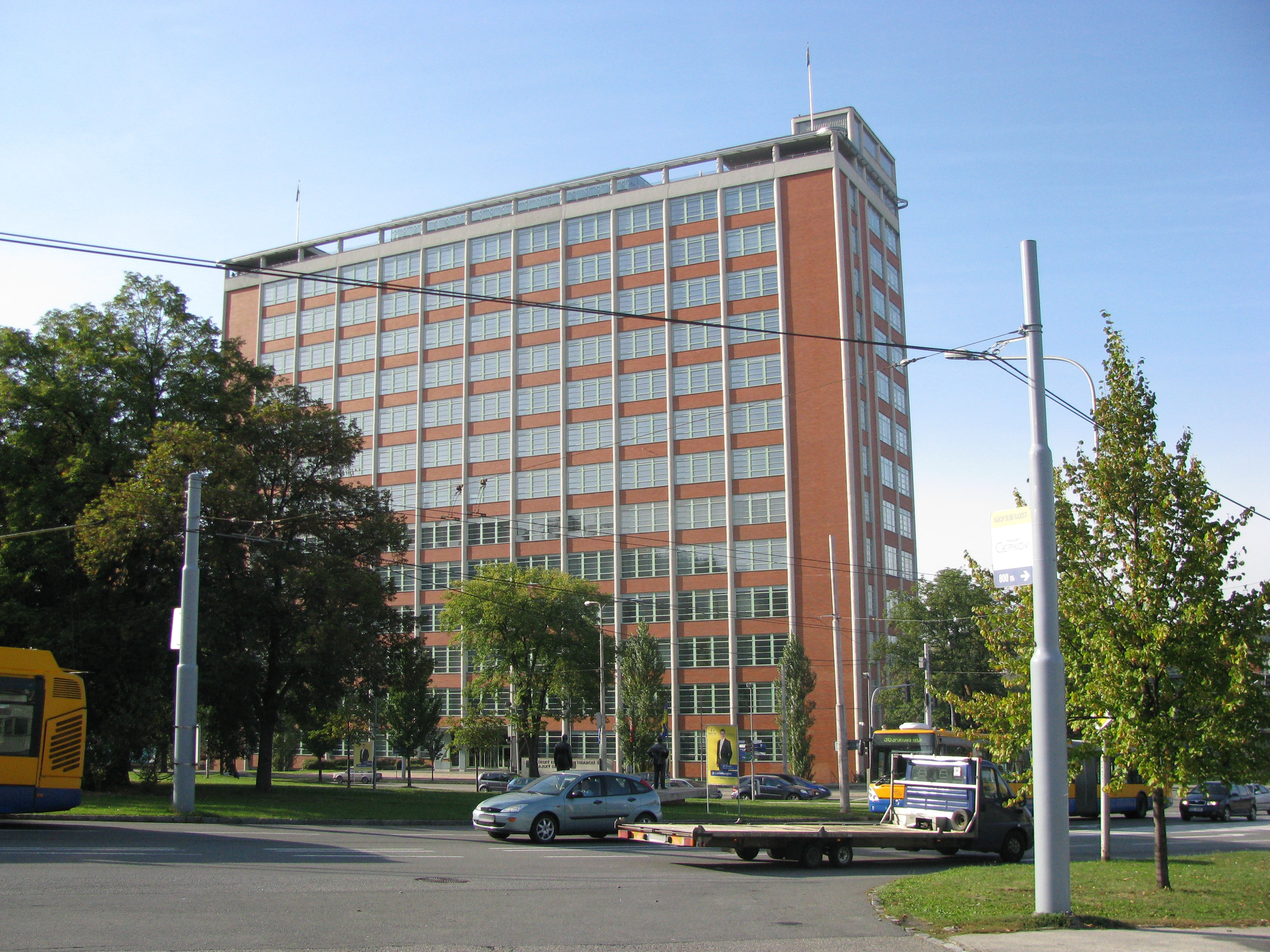
Vladimír Karfíks „Wolkenkratzer“ in Zlín (Baťův mrakodrap)

Vladimír Karfík (* 26. Oktober 1901 in Idrija, Österreich-Ungarn, jetzt Slowenien; † 6. Juni 1996 in Brünn) war ein tschechoslowakischer Architekt und Hochschullehrer. Von 1930 bis 1946 war er Leiter der Projektabteilung der Firma Baťa in Zlín.
An der Fakultät für Architektur der Slowakischen Technischen Universität (SVŠT) in Bratislava arbeitete er ab 1946 hauptsächlich auf dem Gebiet der Architekturtheorie. Er war ein Vertreter der tschechoslowakischen modernen Architektur des 20. Jahrhunderts und hat verschiedene Gebäudetypen, insbesondere Industriebauten, Verwaltungs- und Vertriebsbauten entworfen.

## Leben und Wirken

### Kindheit und Studium

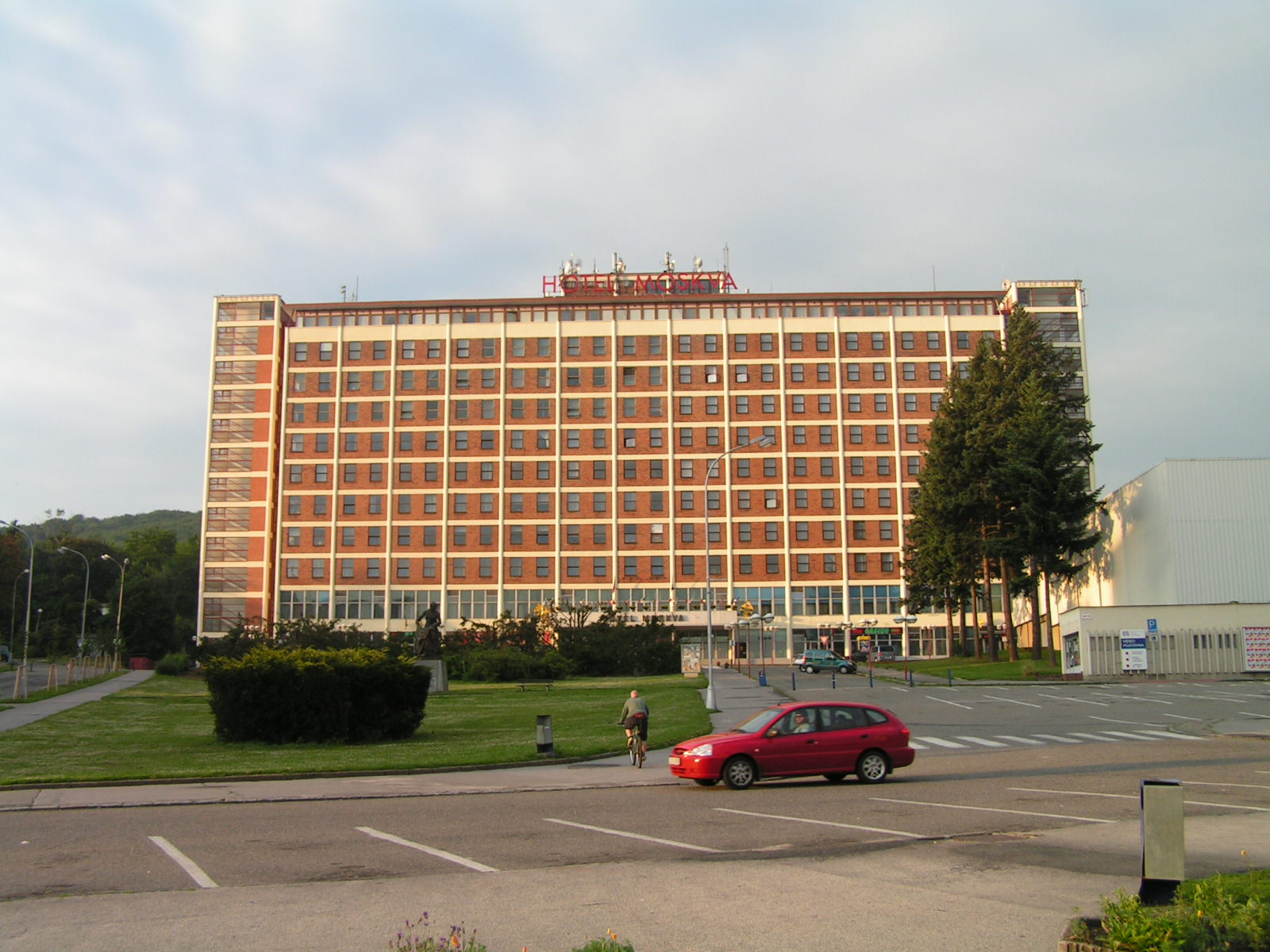
Hotel Moskva in Zlín

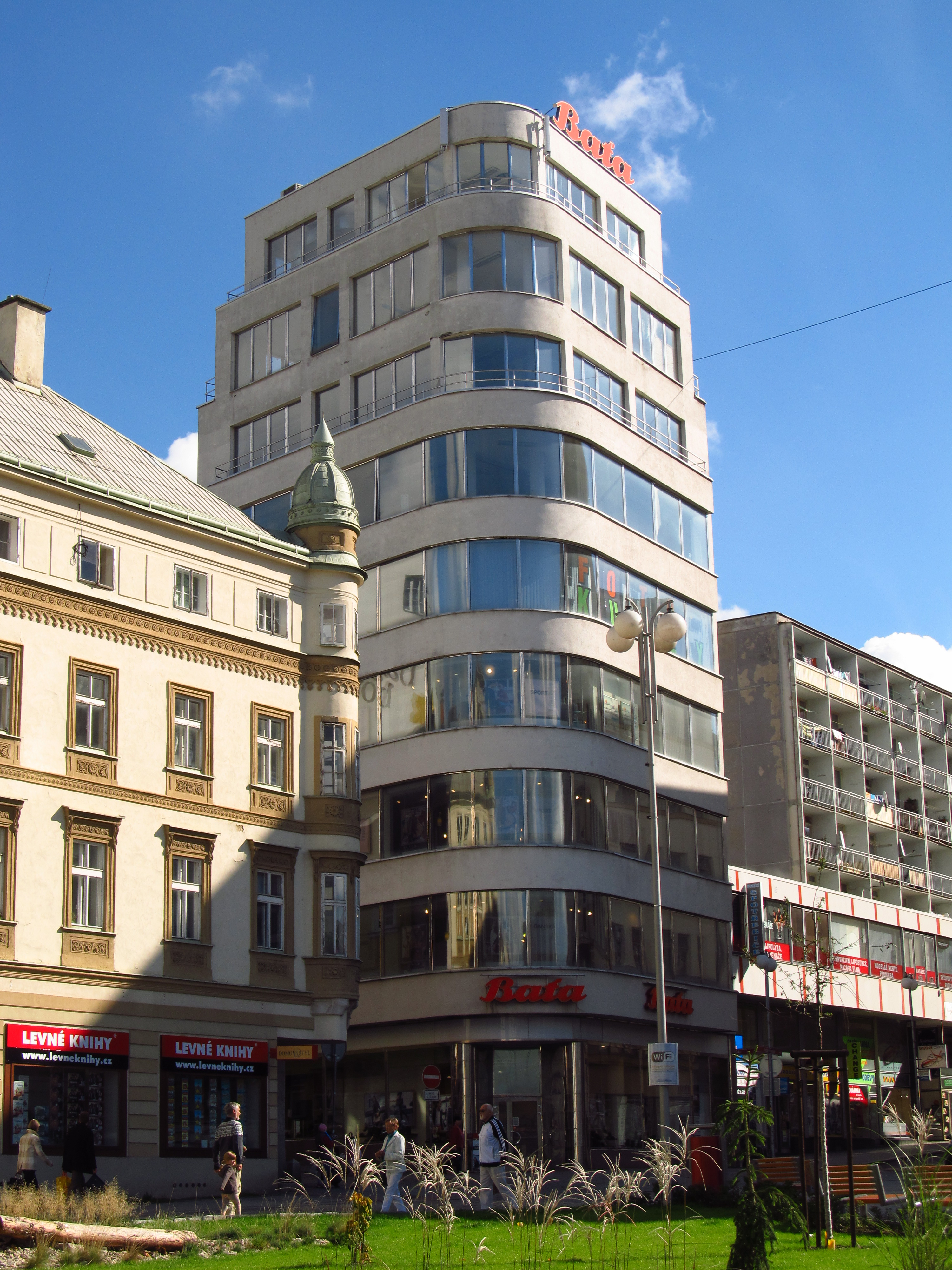
Baťa-Geschäft in Liberec

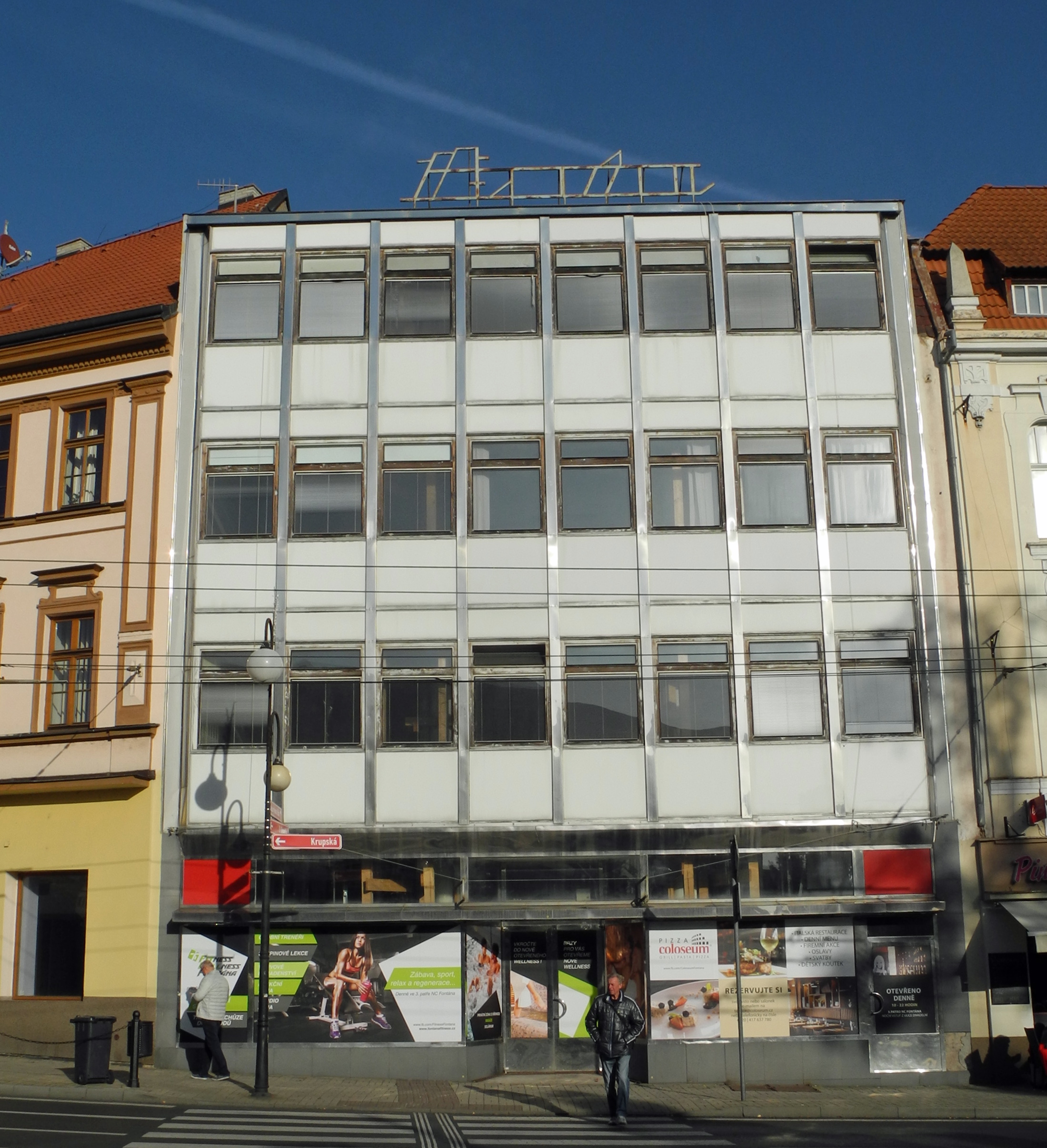
Baťa-Geschäft in Teplice

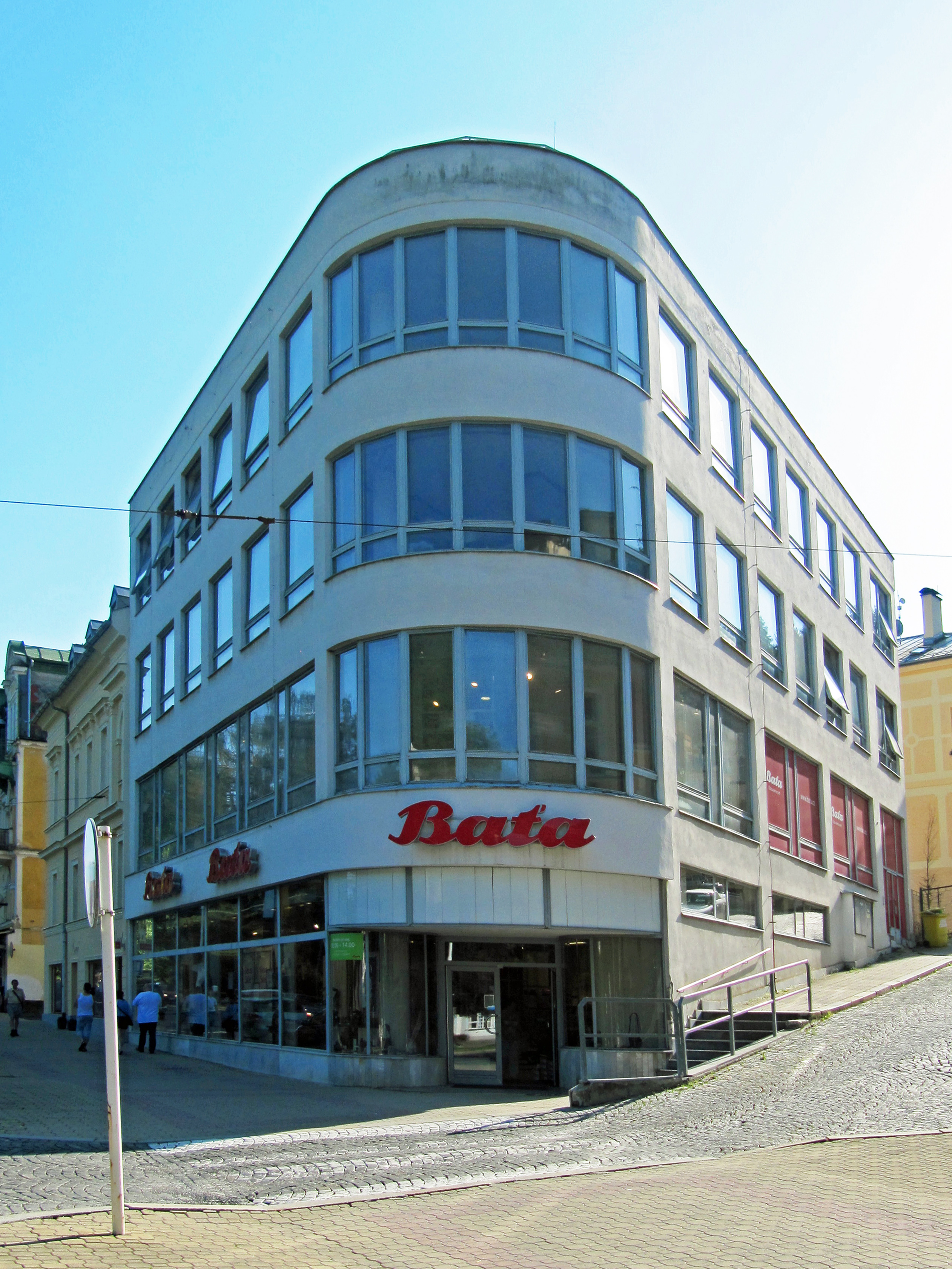
Ehem. Baťa-Geschäft in Marienbad

Vladimír Karfík wurde in Idrija (Slowenien) in der Familie des tschechischen Arztes František Karfík und dessen Ehefrau Hermína (geb. Gemperlová) geboren. Im Jahr 1904 zog die Familie nach Prag. Nach dem Besuch der Realschule in Prag-Žižkov studierte er von 1919 bis 1924 Architektur an der Fakultät für Architektur und Bauingenieurwesen der Tschechischen Technischen Universität in Prag sowie bei Jan Kotěra an der Akademie der Bildenden Künste Prag.
Nach dem Abschluss des Studiums 1925/26 absolvierte er einen Studienaufenthalt in Paris und arbeitete als Zeichner bei Le Corbusier, wo er u. a. auch die Architekten Auguste Perret, André Lurçat und Adolf Loos kennen lernte.

### Karriere in der Zwischenkriegszeit
Nach Prag zurückgekehrt, arbeitete er als Designer im Baubüro von A. Belada in Prag.
Von 1927 bis 1930 arbeitete er in verschiedenen Architekturbüros in den USA, u. a. auch im Atelier von Frank Lloyd Wright in Taliesin East und Taliesin West, einem Pionier der modernen Architektur in den USA. Hier lernte er die aktuellen Wolkenkratzer-Projekte kennen.
In Chicago erhielt er vom Unternehmer Tomáš Baťa (1876–1932) auf Grund seiner amerikanischen Erfahrungen ein Angebot, in dessen Baťa-Firma in Zlín zu arbeiten.
Im Jahr 1930 heiratete er Jaroslava Žižková († 1946) und ließ sich in Zlín nieder.
Hier realisierte er als Angestellter und später (dank seines Rufs als Mitarbeiter von Le Corbusier und Wright) als Leiter des Bau- und Entwurfsbüros der Firma Baťa in den 1930er Jahren eine Reihe sehr modern und funktionell gestalteter Bauten sowohl in der Tschechoslowakei als auch im Ausland. Dazu gehören beispielsweise das Verwaltungsgebäude der Baťa-Werke in Zlín (eines der ersten Hochhäuser in Europa), das Gesellschaftshaus in Zlín (mit dem ersten europäischen Hotelzimmer mit Bad und Toilette, jetzt Hotel Moskva), das Gesellschaftshaus (Dreiflügelbau) in Otrokovice, Baťa-Kaufhäuser in Brünn, Pressburg, Prag, Olmütz, Amsterdam und Borovo in Kroatien sowie Wohnhäuser in der Baťa-Kolonie in Zlín. Er entwarf auch Kirchen in Bratislava, Zlín und Baťovany (jetzt Partizánske).
Die Arbeit im Bau- und Entwurfsbüro der Firma Baťa in Zlín in den Jahren von 1930 bis 1946 war eine bedeutende Phase seines Lebens.
Zu Beginn seiner Karriere in Zlín bearbeitete er das Projekt des Baťa-Kaufhauses in Brno. Es sollte ursprünglich 28 Stockwerke erhalten, blieb aber aufgrund statischer Probleme und Baťas Meinungsverschiedenheiten mit der Stadtverwaltung auf sieben Stockwerke beschränkt.
Karfík war zusammen mit František Lydie Gahura (1891–1958) und Miroslav Lorenc (1896–1943) der Begründer der städtischen und architektonischen Tradition von Zlín, der sogenannten „Zlín-Architektur“.
Während seiner Tätigkeit bei der Firma Baťa hat er für deren Führungskräfte in den 1930er und 1940er Jahren auch zahlreiche Villen in Zlín und Umgebung entworfen, z. B. die Malota-Villa, Čipera-Villa und die Gerbec-Villa. Von 1931 bis 1956 war er Mitglied der internationalen Vereinigung Congrès Internationaux d’Architecture Moderne (CIAM).

### Karriere in der Nachkriegszeit
Seine Tätigkeit als „Hausarchitekt“ der Firma Baťa endete nach dem Zweiten Weltkrieg. Von 1946 bis 1950 entwickelte er zusammen mit Vladimír Kubečka die Entwürfe für das Fučík-Quartier (Fučíkova čtvrť) und das Gebäude der Bezirksverwaltung in Zlín. Vladimír Karfík verließ Zlín und ging auf Einladung von Emil Belluš nach Bratislava, wo er 1946 zum Professor für Industrie-, Verkehrs- und Verwaltungsbauten an der Fakultät für Architektur der Slowakischen Technischen Universität (SVŠT) in Bratislava ernannt wurde. Dort bildete er mehrere Generationen von Architekten aus und trug zur Weiterentwicklung der slowakischen Architektur bei. In den Jahren von 1955 bis 1957 war er Dekan der Fakultät.
Gleichzeitig entwarf und realisierte er Institutsbauten für verschiedene Universitäten, Industriegebäude und Bürogebäude sowie Wohnsiedlungen in der gesamten Slowakei. In Nové Mesto nad Váhom entwarf er das erste Fertighaus der damaligen Tschechoslowakei. Neben seiner pädagogischen Tätigkeit setzte er auch seine Entwurfsarbeiten fort (Fakultät für Chemische Technologie, Technische Universität Bratislava, Wirtschaftsuniversität, Fakultät für Pharmazie, Comenius-Universität Bratislava).
1948 heiratete er die Schwedin Elsa Melinová, eine Assistentin an der Universität in Bratislava, die 1956 nach Schweden ging. 1961 heiratete er die Frau Světa Fialová.
Er war auch Mitglied der Slowakischen Akademie der Wissenschaften (SAV) und wurde 1956 mit dem Staatspreis ausgezeichnet. Seine Bauten sind gekennzeichnet durch moderne technische und gestalterische Konzepte.

### Pensionierung
Nach seiner Pensionierung war er ab 1971 Mitarbeiter am Institut URBION (Staatliches Institut für Städtebau und Raumplanung) in Bratislava und mit Vortrags- und Beratertätigkeiten beschäftigt.
In den Jahren von 1979 bis 1983 arbeitete er als Professor an der Fakultät für Architektur und Bauingenieurwesen der Universität Malta, wo er mehrere Entwürfe für Bauten vorlegte, u. a. das Projekt einer Sommerresidenz-Villa des Präsidenten der Republik Malta auf der Insel Gozo und eine Erweiterung des Museums der Schönen Künste in Valletta.
Nach seiner Rückkehr aus Malta ließ er sich in Brno nieder, beschäftigte sich mit der Beurteilung von Bauprojekten und wurde von verschiedenen Institutionen zu Vorträgen eingeladen. Er veröffentlichte Fachbücher sowie Artikel für Fachzeitschriften und war auch literarisch tätig. 1993 erschienen seine Memoiren Ein Architekt erinnert sich.
Er starb 1996 in Brno im Alter von 95 Jahren und war bis zuletzt äußerst aktiv und vital. Er war dreimal verheiratet und hatte vier Kinder.

### Ehrungen
1985 wurde er zum Ehrenmitglied des American Institute of Architects (AIA) ernannt.
1991 erhielt er den Jurkovič-Preis des Verbandes der slowakischen Architekten und den Ehrendoktor der Technischen Universität Brünn und Technischen Universität Prag. Er erhielt die Ehrenbürgerschaft der Städte Brno, Bratislava, Bystřice pod Hostýnem und Otrokovíce. Der damalige Präsident der Tschechoslowakischen Republik, Václav Havel, verlieh ihm 1992 die ČSFR-Goldmedaille. Er erhielt außerdem die Ehrenmedaille der Technischen Universität Prag (ČVUT) und wurde zum „Ehrenschuhmacher“ der Firma Baťa ernannt, für die er viele Bauten errichtet hatte.

## Bauten (Auswahl)
- 1930/31: römisch-katholische Kirche in Bratislava-Petržalka, Daliborovo námestie
- 1931: OD Centrum in Brno, Kobližná 53/24
- 1931/32: Kaufhaus Baťa in Liberec, nám. Soukenné 23/10 bzw. Pražská 23/39[9][10]
- 1932: Gesellschaftshaus in Zlín, náměstí Práce 2512, jetzt Interhotel Moskva (mit Miroslav Lorenc)
- 1932: Schuhhaus Baťa in Bratislava, Hurbanovo námestie 6
- 1932: Schuhhaus Baťa in Marienbad, Dykova 144/1, Hlavní třída, 2016 abgerissen
- 1933–1938: Baťa-Kaufhäuser und Baťa-Geschäfte in Chomutov, Olomouc, Teplice, Čáslav, Jihlava, Prag-Vysočany, Prag-Vršovice, Hustopeče, Bratislava, Piešťany, Trnava, Klatovy und Otrokovice
- 1931–1938: Zwei Bauten in Ústí nad Labem – Warenhaus Baťa, Ústí nad Labem-Střekov, Varšavská 779/5 und „Dům Pečeť“ („Siegel“), Ústí nad Labem, Velká Hradební 1260/3[11][12]
- 1933: Baťa-Niederlassungen in Tilbury in England und Belcamp in den USA
- 1934–1937: Kaufhaus Baťa in Amsterdam
- 1935–1937: Schuhhaus Baťa in Teplice, U Císařských lázní 366/3[13]
- 1935–1937: evangelische Kirche in Zlín, Štefánikova
- 1935–1940: Filmstudios und Filmateliers der Firma Baťa in Kudlov bei Zlín, Filmová 174
- 1935–1943: Villen in Zlín – Villa Bohuslav Ševčík (1935) (mit Miroslav Lorenc), Villa Vladimír Karfík (1935), Villa Ludvík Gerbec (1936), Villa Josef Zavrtálek (1936), Villa Václav Rojt (1937), Villa Vojtěch Baťa (1940), Villa Josef Hlavnička (1941), Villa Hugo Vavrečky (1941), Villa Dominik Čipera (1942), Villa František Malota (1943)[7]
- 1936: Gesellschaftshaus und Hotel in Otrokovice, tř. Spojenců 727 / Tylova
- 1936–1938: Verwaltungsgebäude der Baťa-Werke in Zlín, genannt „Wolkenkratzer“ (Baťův mrakodrap), třída Tomáše Bati Nr. 21, jetzt Kreisverwaltung
- 1938–1939: Pálka-Villa in Liptovský Mikuláš (mit Adolf Benš)
- 1938–1943: Baťa-Werke und Wohnsiedlung im heutigen Partizánske (früher Baťovany)
- 1940: römisch-katholische Kirche im heutigen Partizánske (früher Baťovany), Námestie SNP 1475/34
- 1941: Baťa-Schuhfabrik in Borovo in Kroatien
- 1946: Wohnsiedlung „Fučík-Quartier“ (Fučíkova čtvrť) in Zlín (mit Vladimír Kubečka)
- 1946–1948: Hallenbad in Zlín (mit J. Holeček)
- ab 1947: Werk und Wohnsiedlung in Bratislava
- 1947–1949: Fakultät für Chemische Technologie SVŠT in Bratislava
- 1950: Verwaltungsgebäude (ehem. Bezirksverwaltung) in Zlín, třída Tomáše Bati 3792 (mit Vladimír Kubečka), jetzt ČSSZ Zlín (Tschechische Sozialversicherungsverwaltung)
- 1950: Haus der Kultur in Senica in der Slowakei
- 1950/51: Busgarage in Bratislava
- 1953–1955: Hochschule für Wirtschaft und Fakultät für Pharmazie der Universität in Bratislava (mit A. Rokošný)
- 1956: erster experimenteller Großplattenbau in der Tschechoslowakei in Bratislava, Kmeťovo námestie 2796/5
- 1963: VÚMA-Gebäude (Forschungsinstitut für Mechanisierung und Automatisierung) in Nové Mesto nad Váhom (mit A. Rokošný)
- 1969: Martimex-Bürogebäude (Gesellschaft für Außenhandel) in Martin
- 1971–1978: ehem. Institut für Angewandte Kybernetik (SAV) in Bratislava (mit Jan Komrska)
- 1974: eigenes Wohnhaus in Brno, Barvičova 870/58
- 1977: Erweiterung der Comenius-Universität in Bratislava
- Bauten der Technischen Universität Bratislava am Kollárov-Platz
- 1982: Erweiterung des Museums der Schönen Künste in La Valletta auf Malta (mit Ed. Mintoff)

## Galerie seiner Bauten

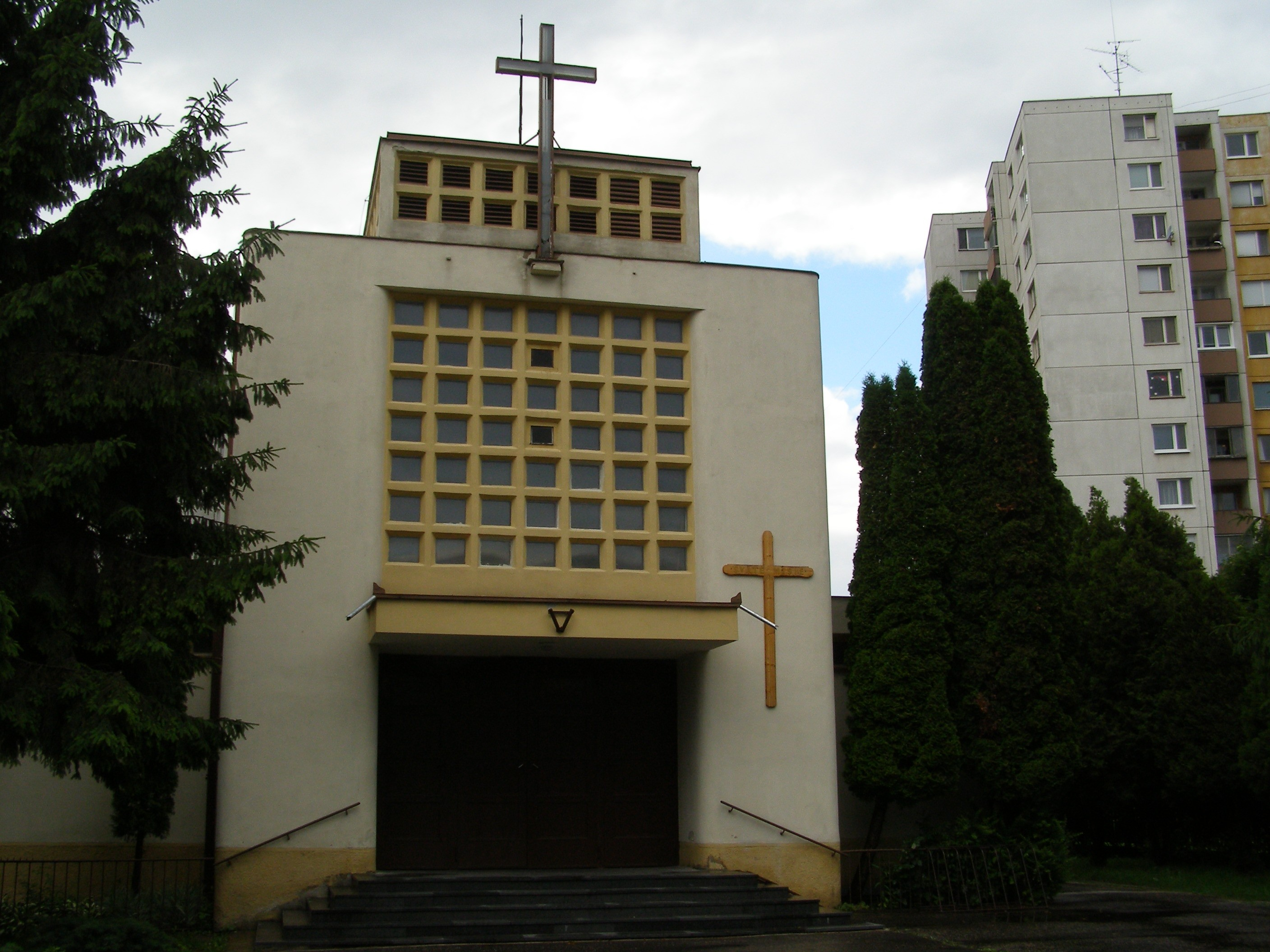
Röm.-kath. Kreuzkirche in Bratislava-Petržalka (1931)
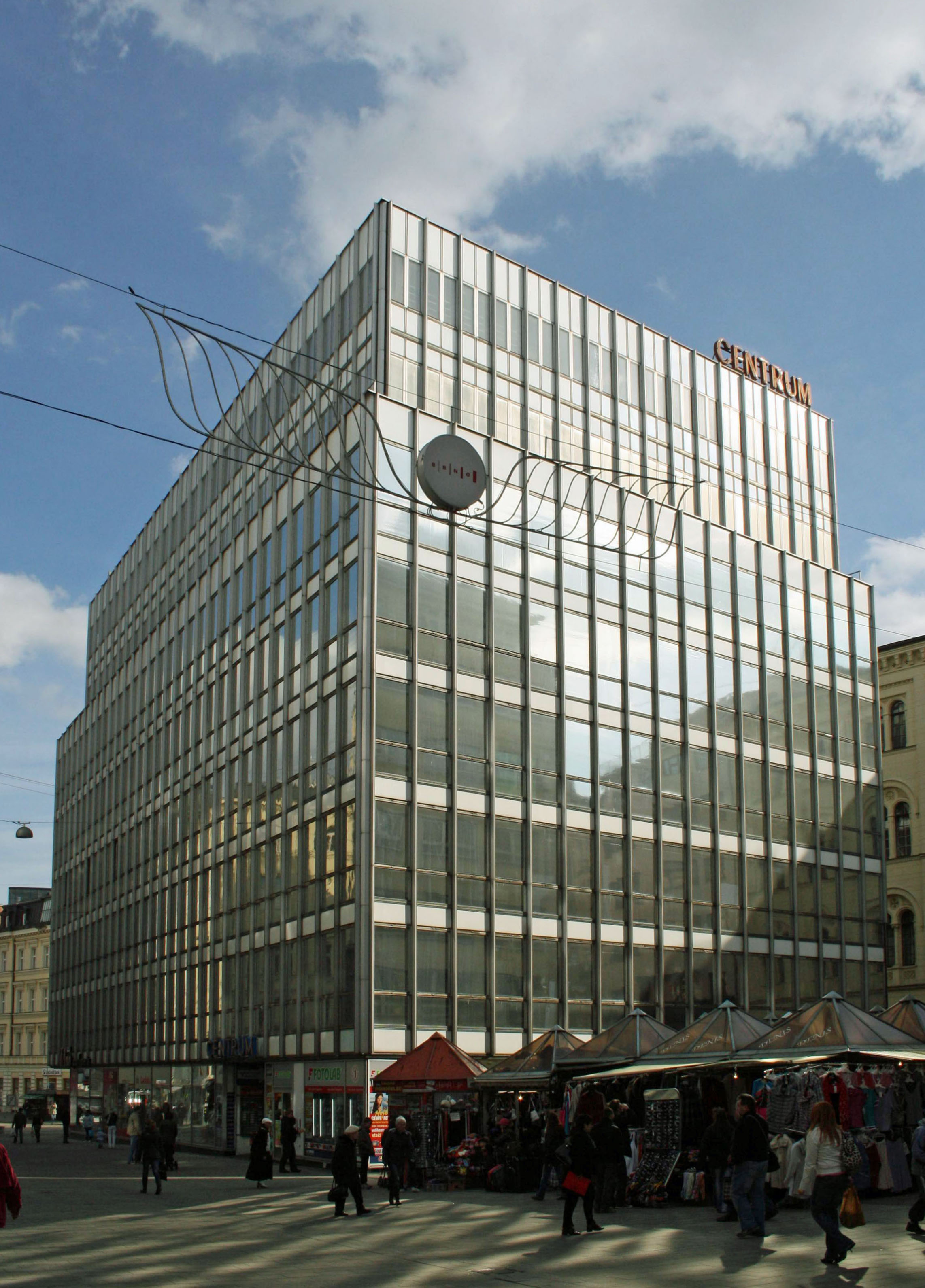
OD Centrum in Brno (1931)
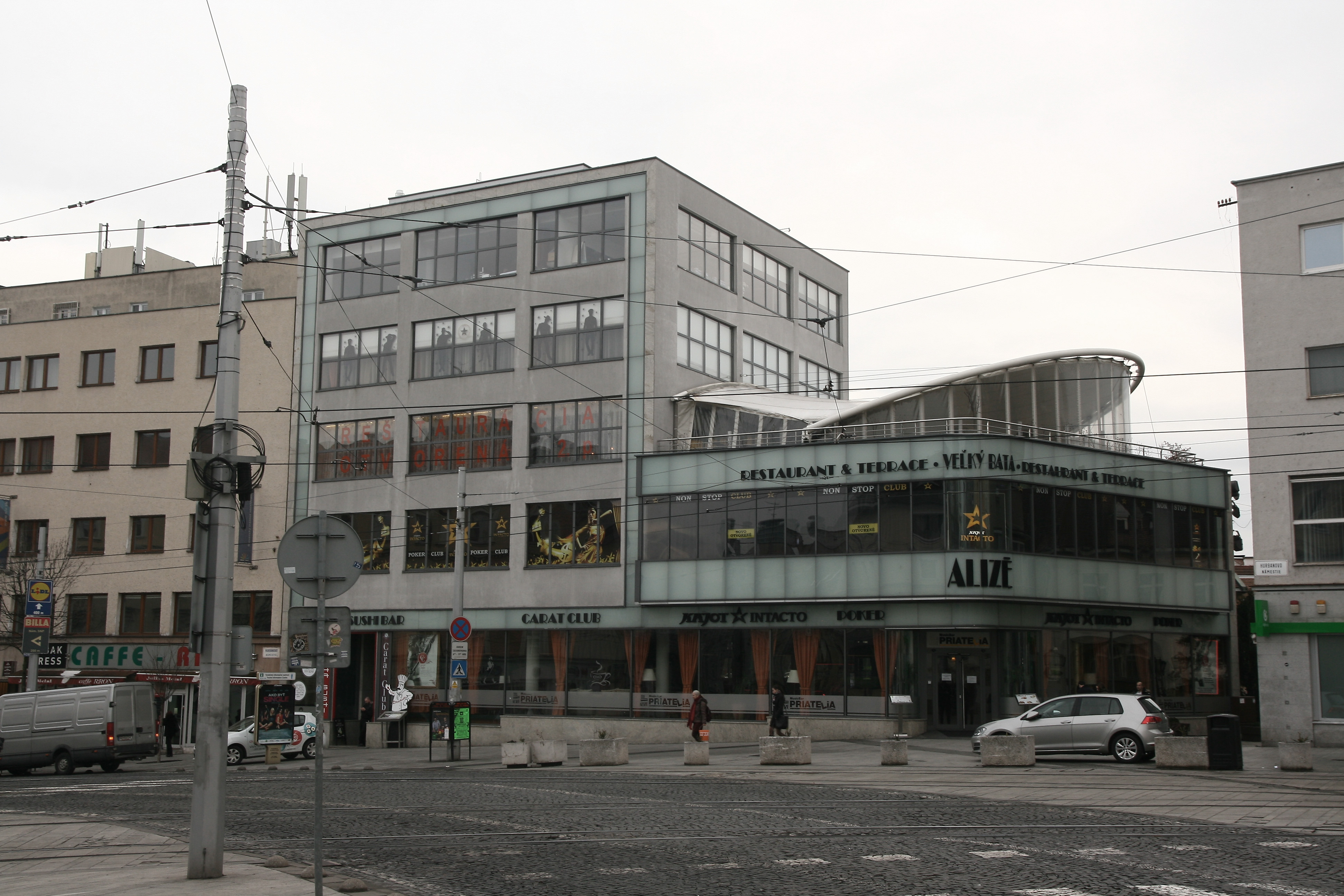
Ehem. Baťa-Schuhhaus in Bratislava (1932)
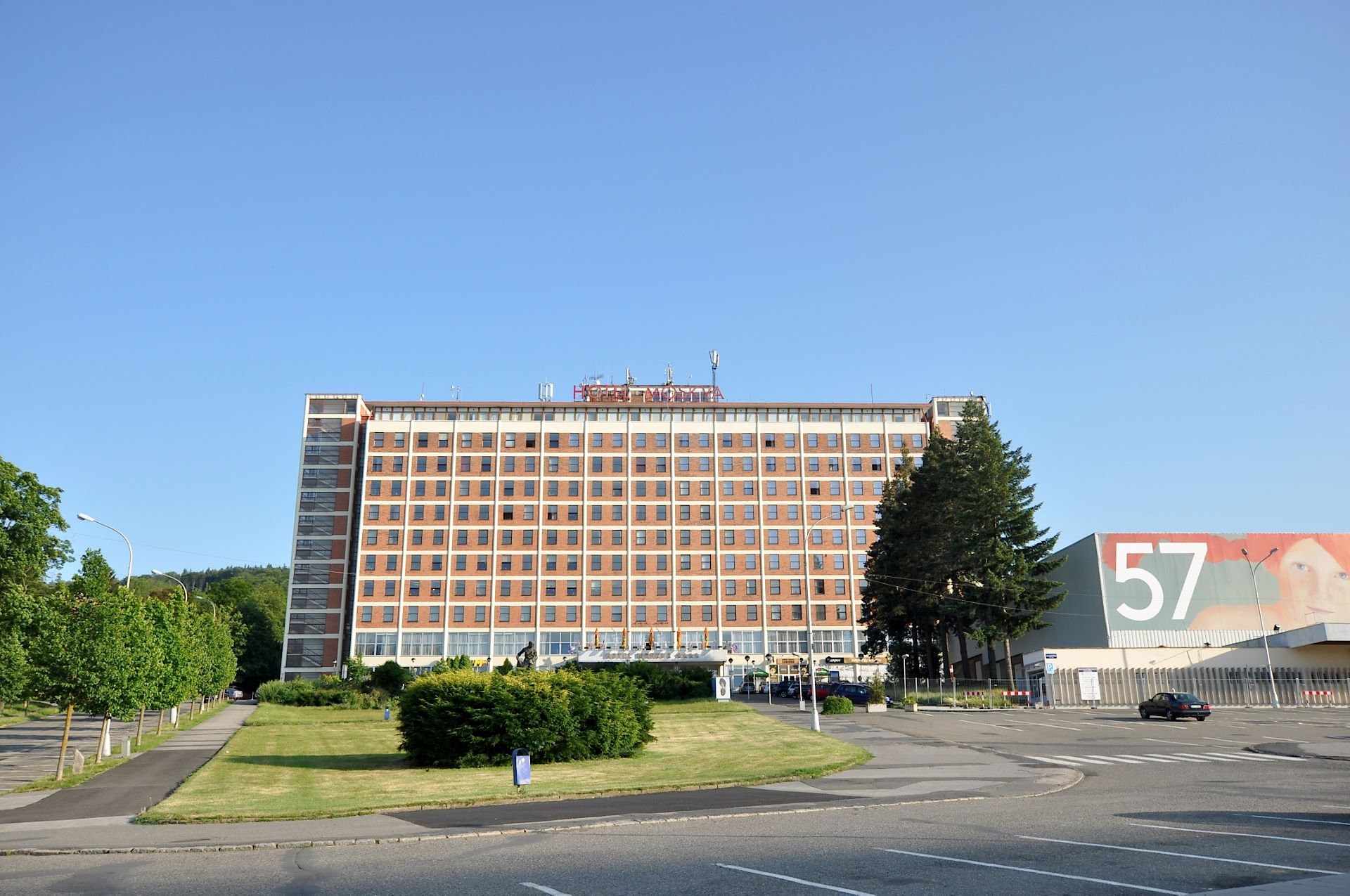
Hotel Moskva in Zlín (1932)
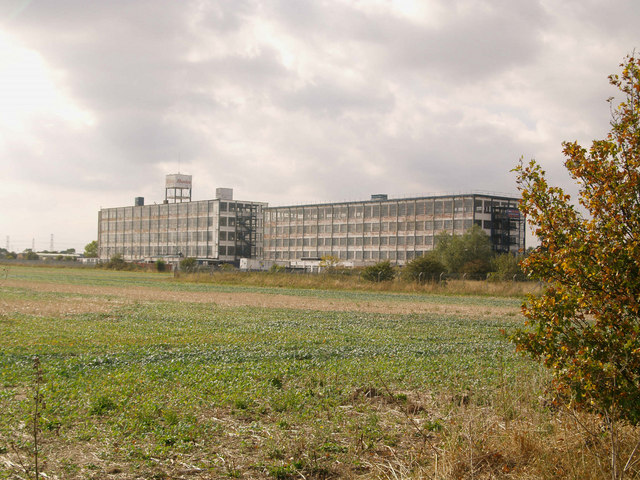
Baťa-Fabrik in Tilbury (England)
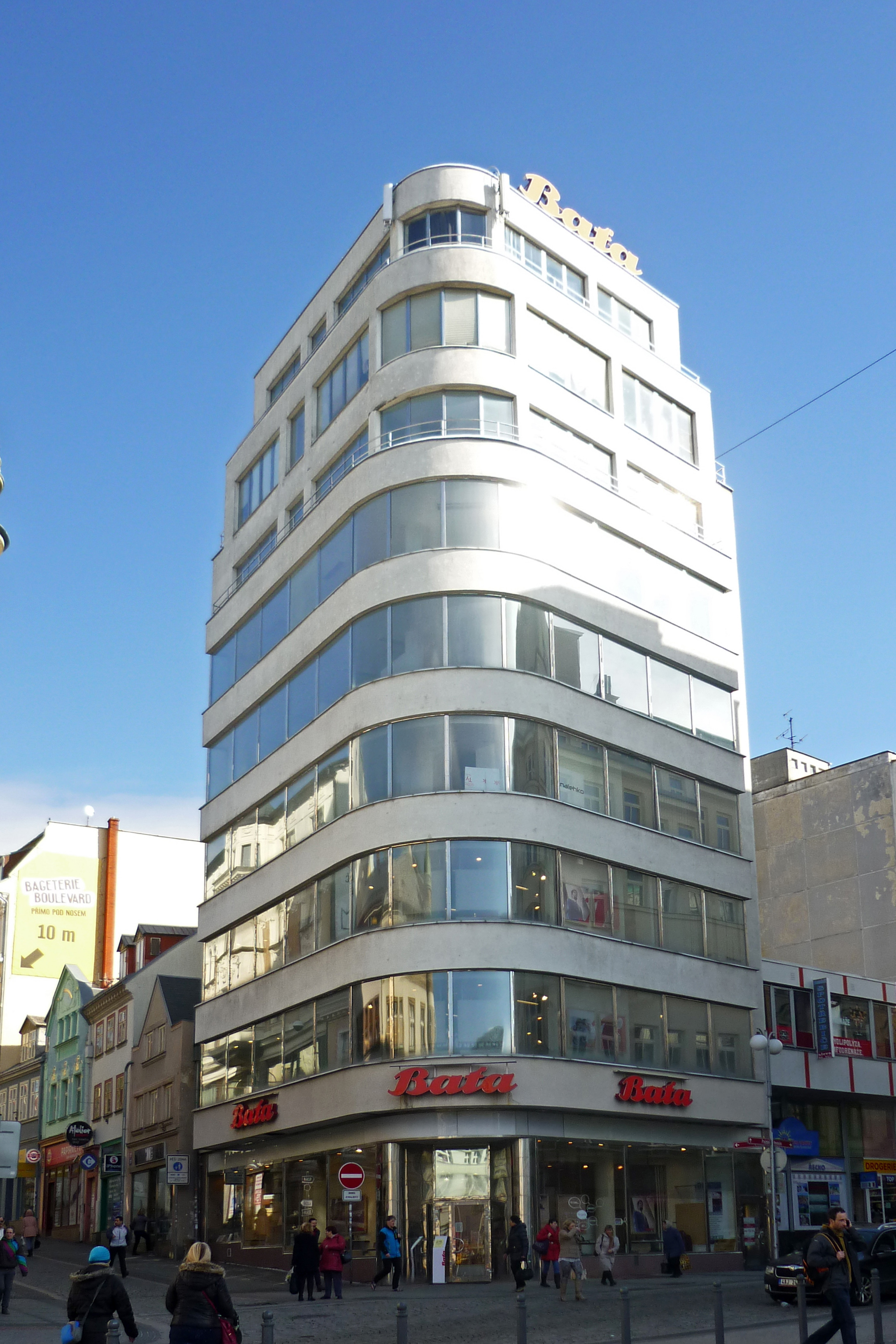
Ehem. Baťa-Schuhhaus in Liberec (1934)
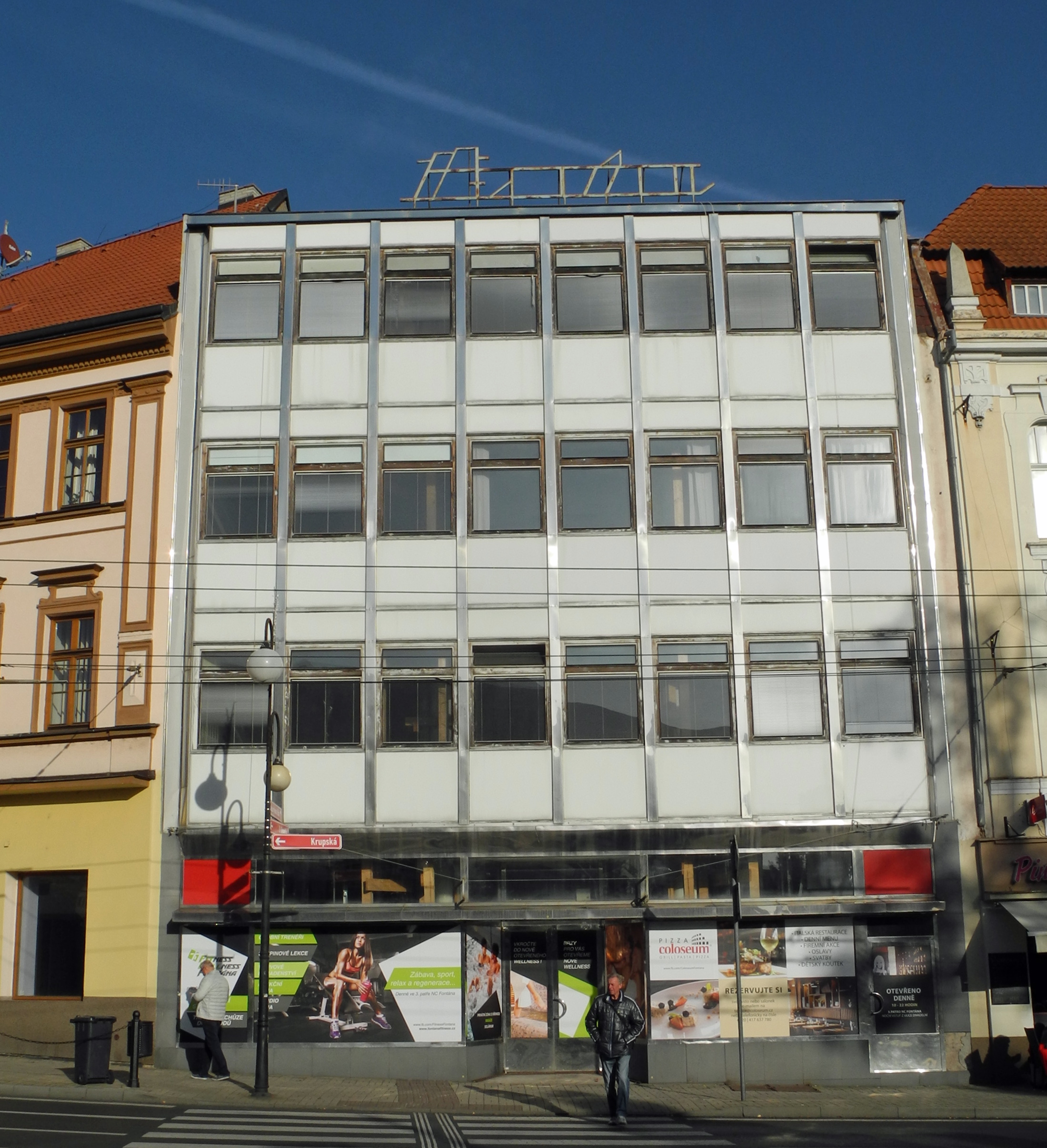
Ehem. Baťa-Schuhhaus in Teplice, U Císařských lázní 366/3
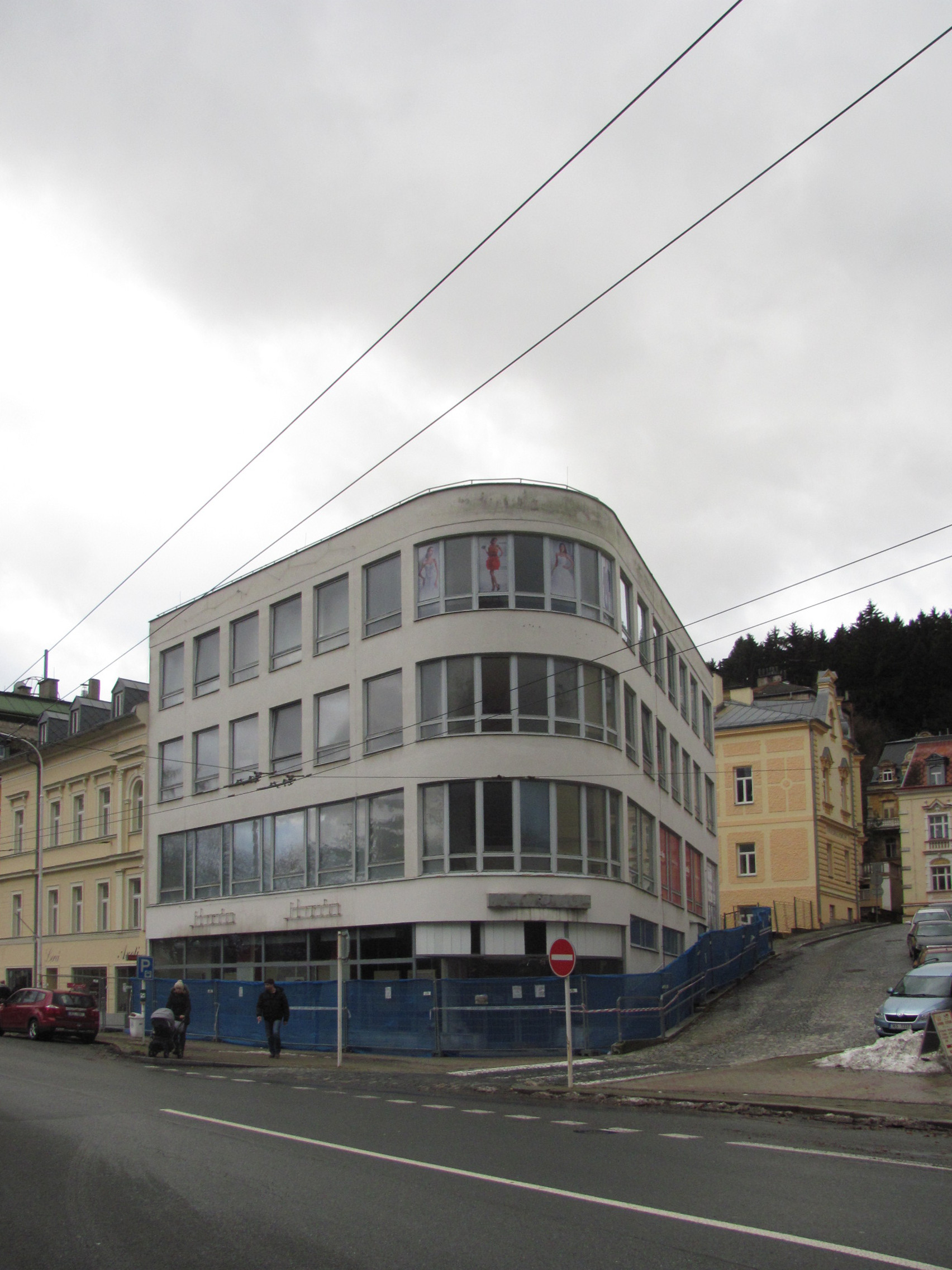
Ehem. Baťa-Schuhhaus in Marienbad,
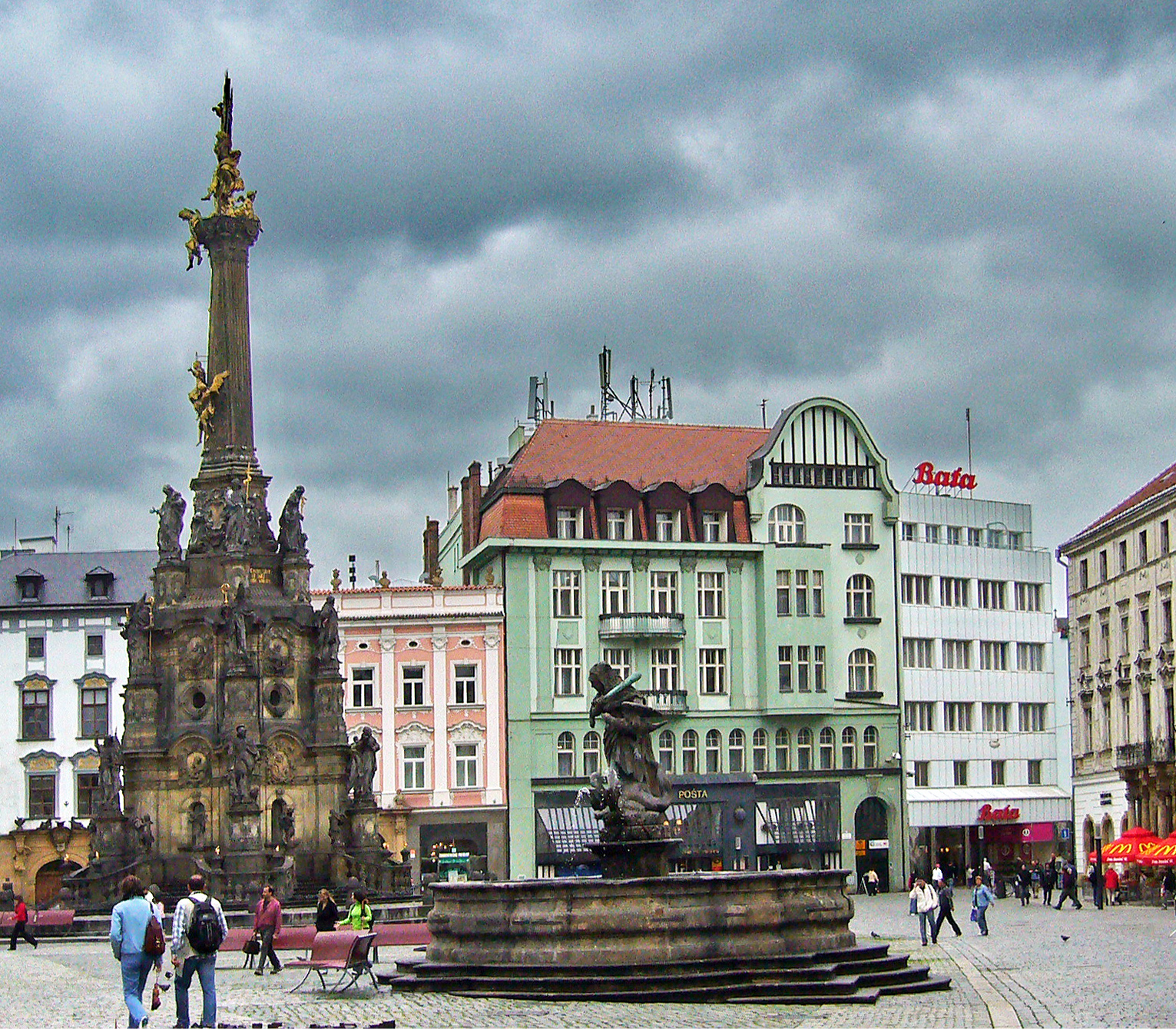
Baťa-Schuhhaus in Olomouc
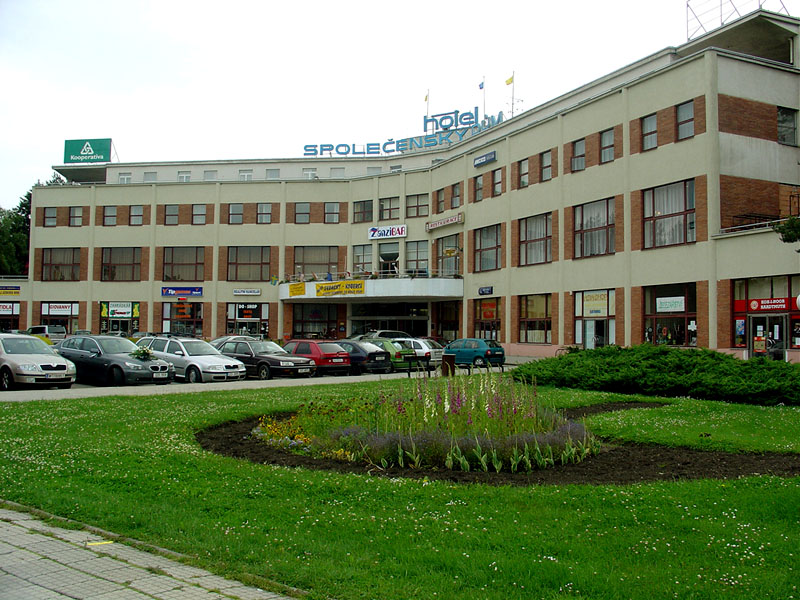
Gesellschaftshaus und Hotel in Otrokovice (1936)
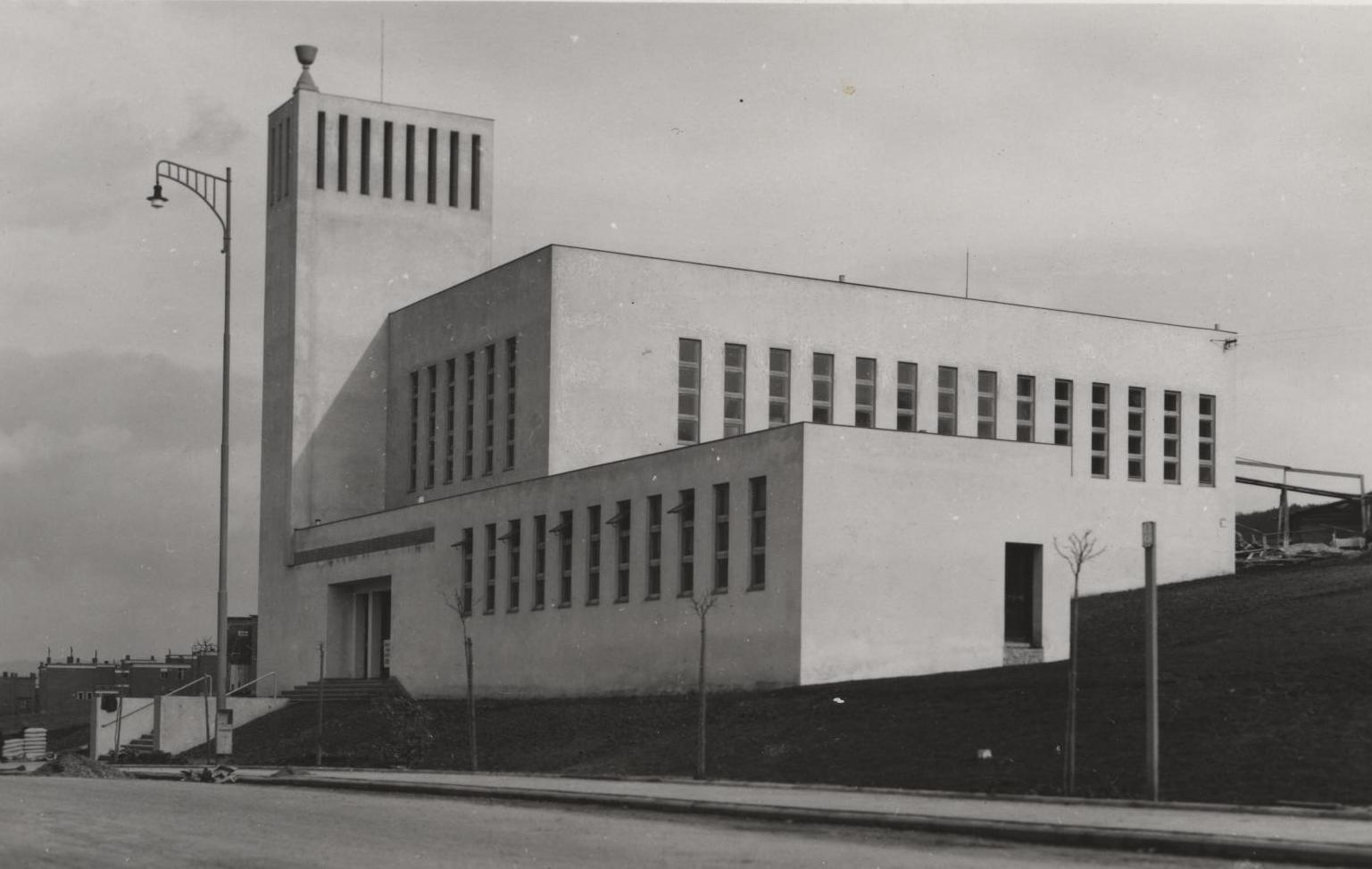
Evang. Kirche in Zlín (1937)
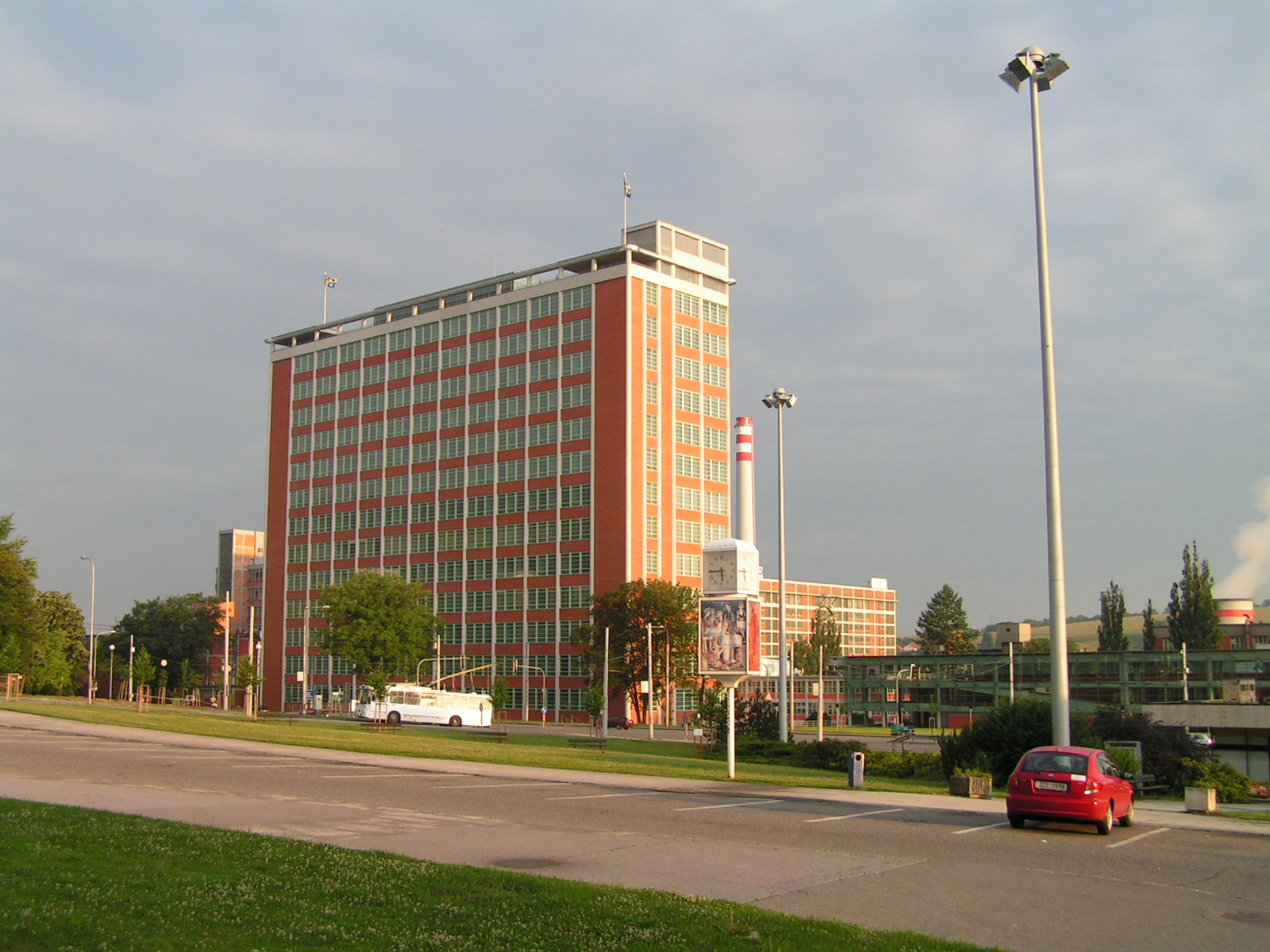
Verwaltungsgebäude der Baťa-Werke in Zlín (Wolkenkratzer, 1938)
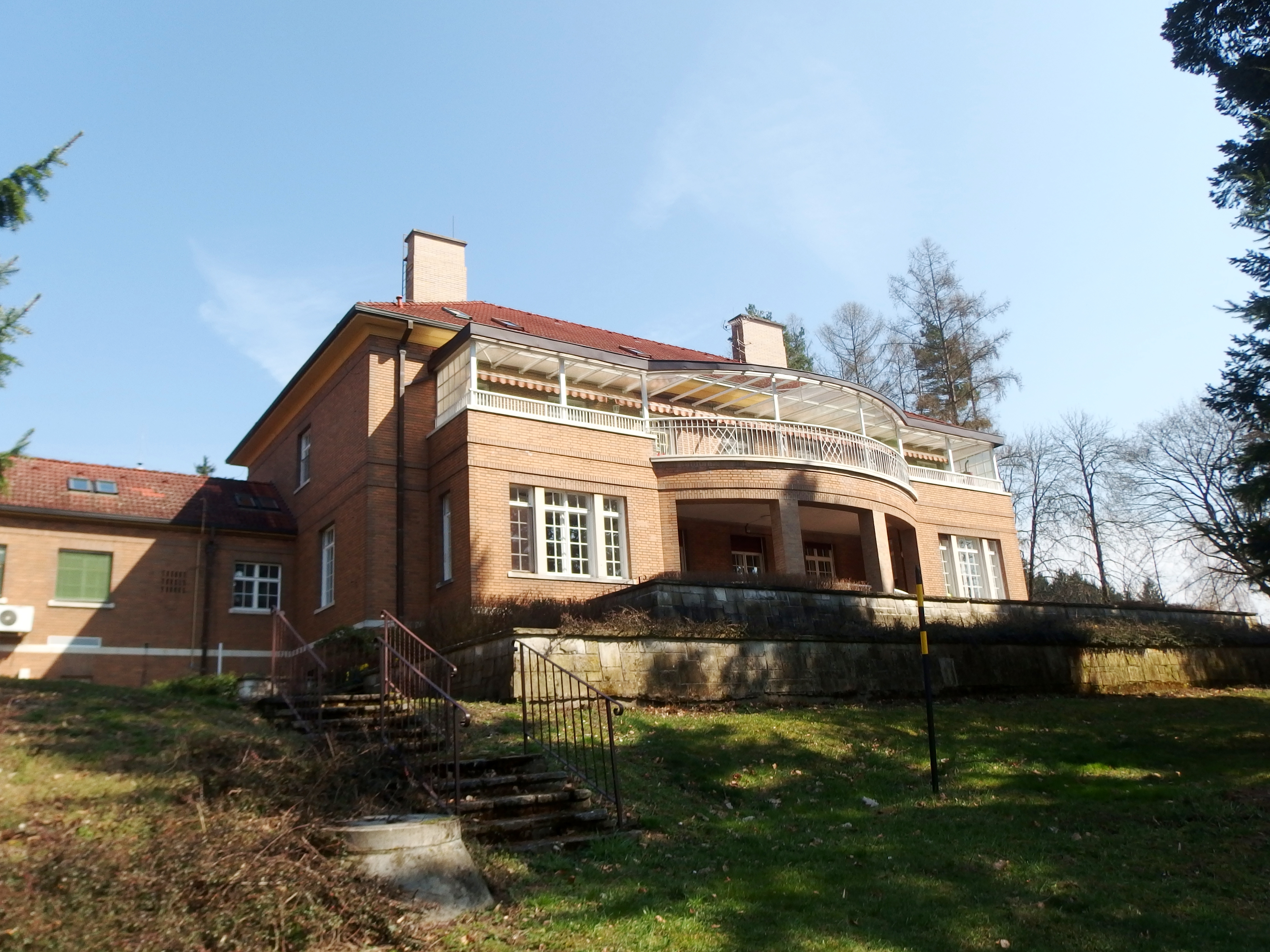
Čipera-Villa in Zlín
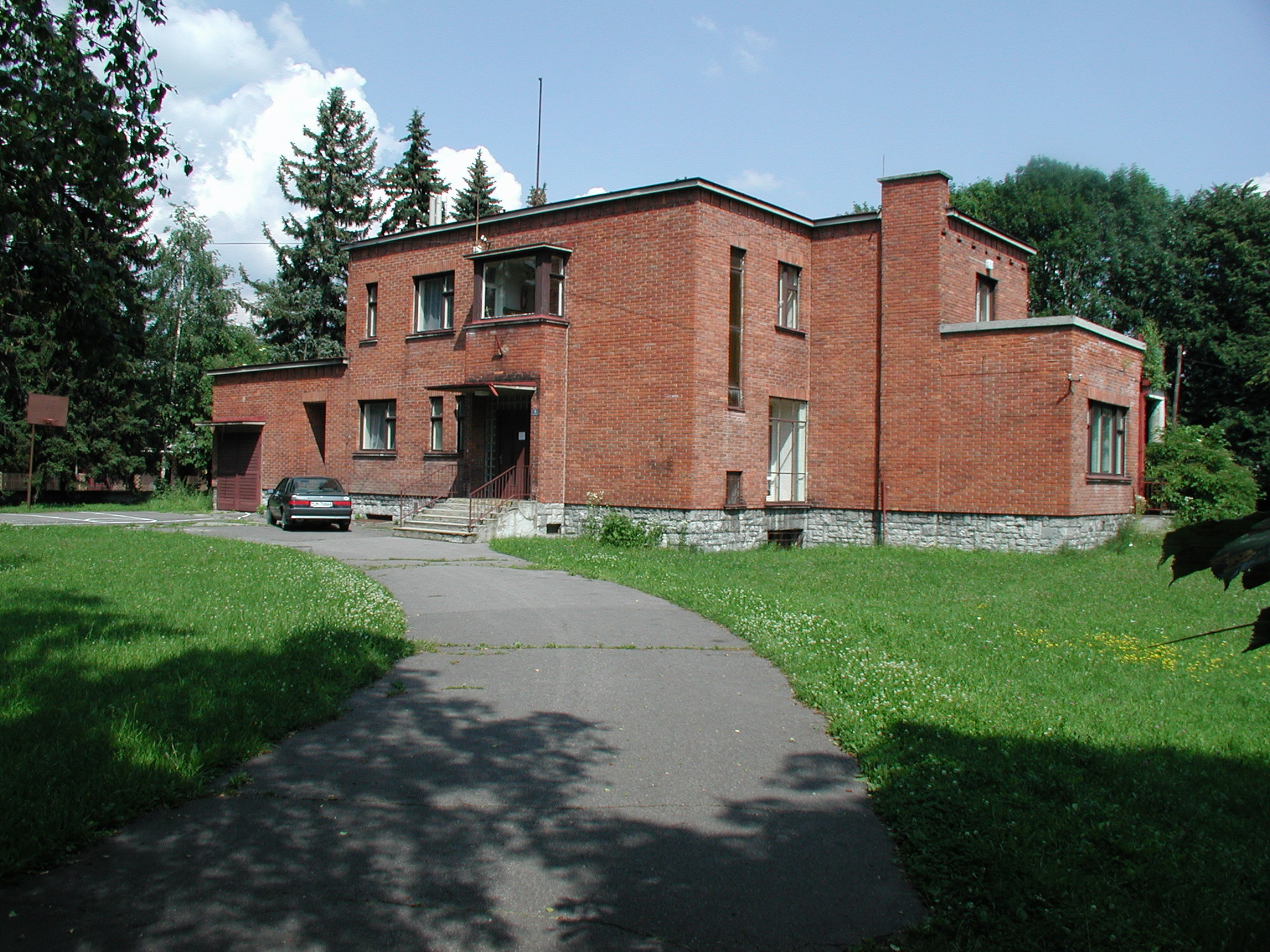
Pálka-Villa in Liptovský Mikuláš (Slowakei)
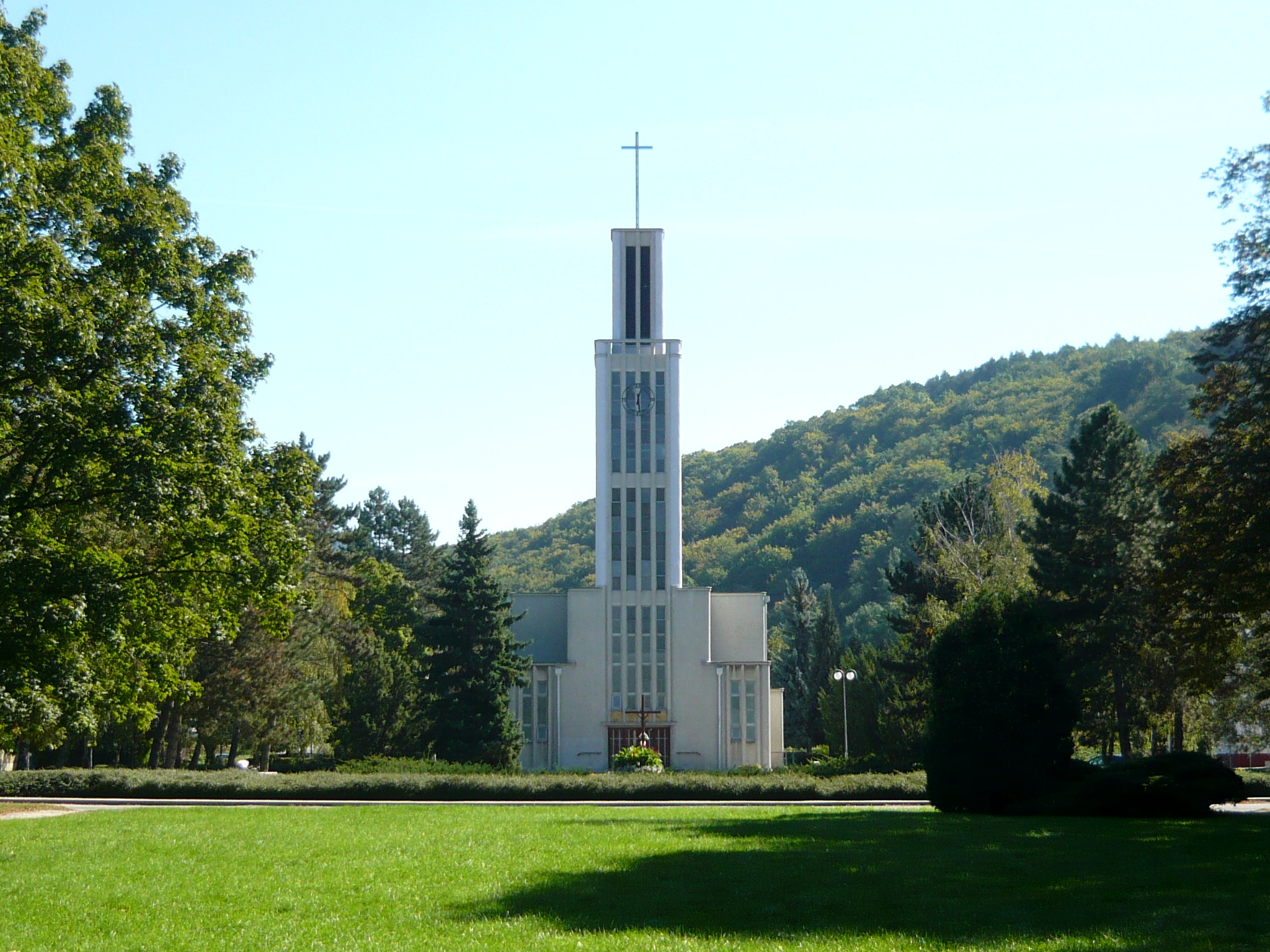
Röm.-kath. Herz-Jesu-Kirche in Partizánske (1940)
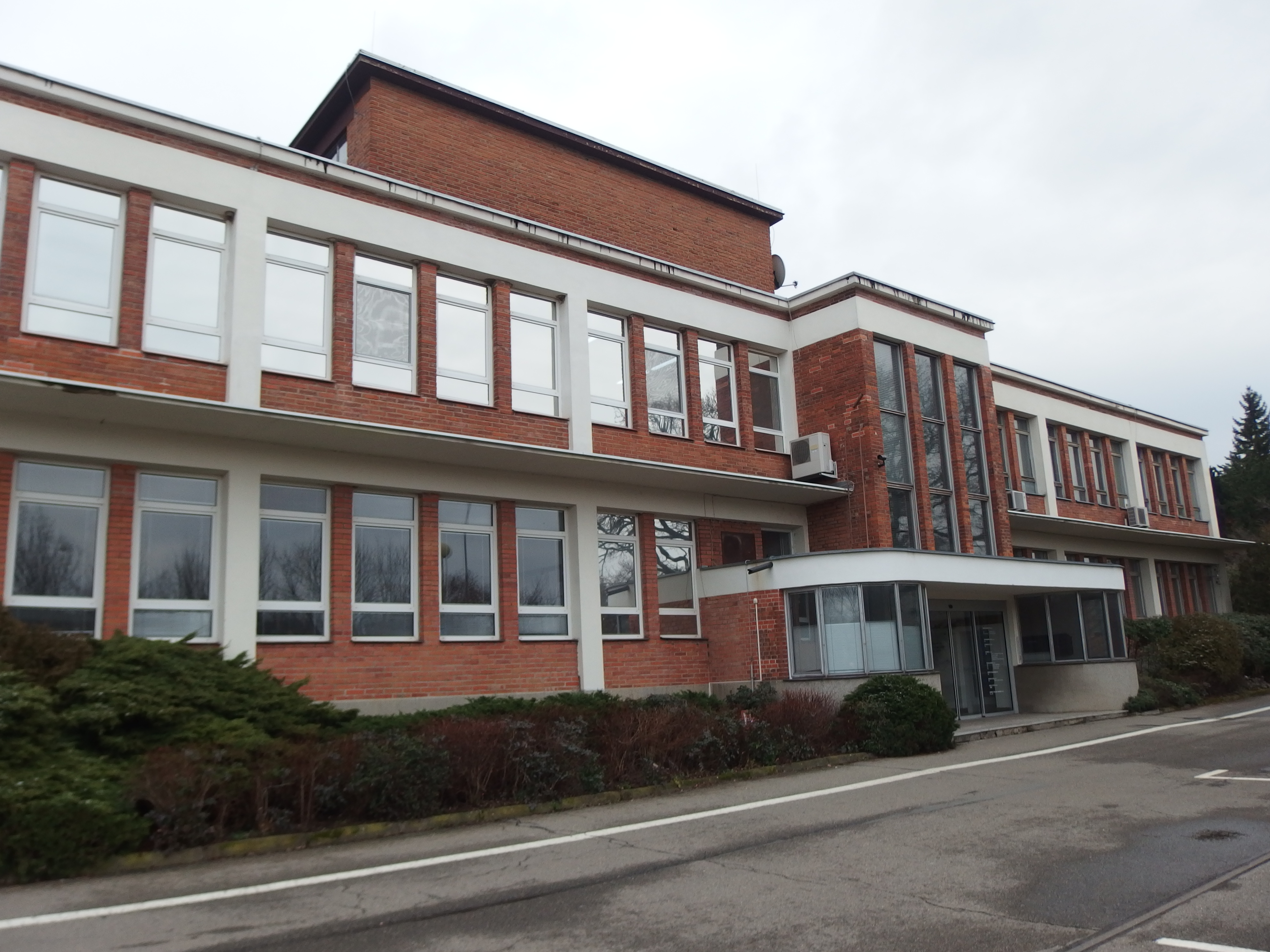
Filmstudios und Filmateliers der Firma Baťa in Kudlov (1940)
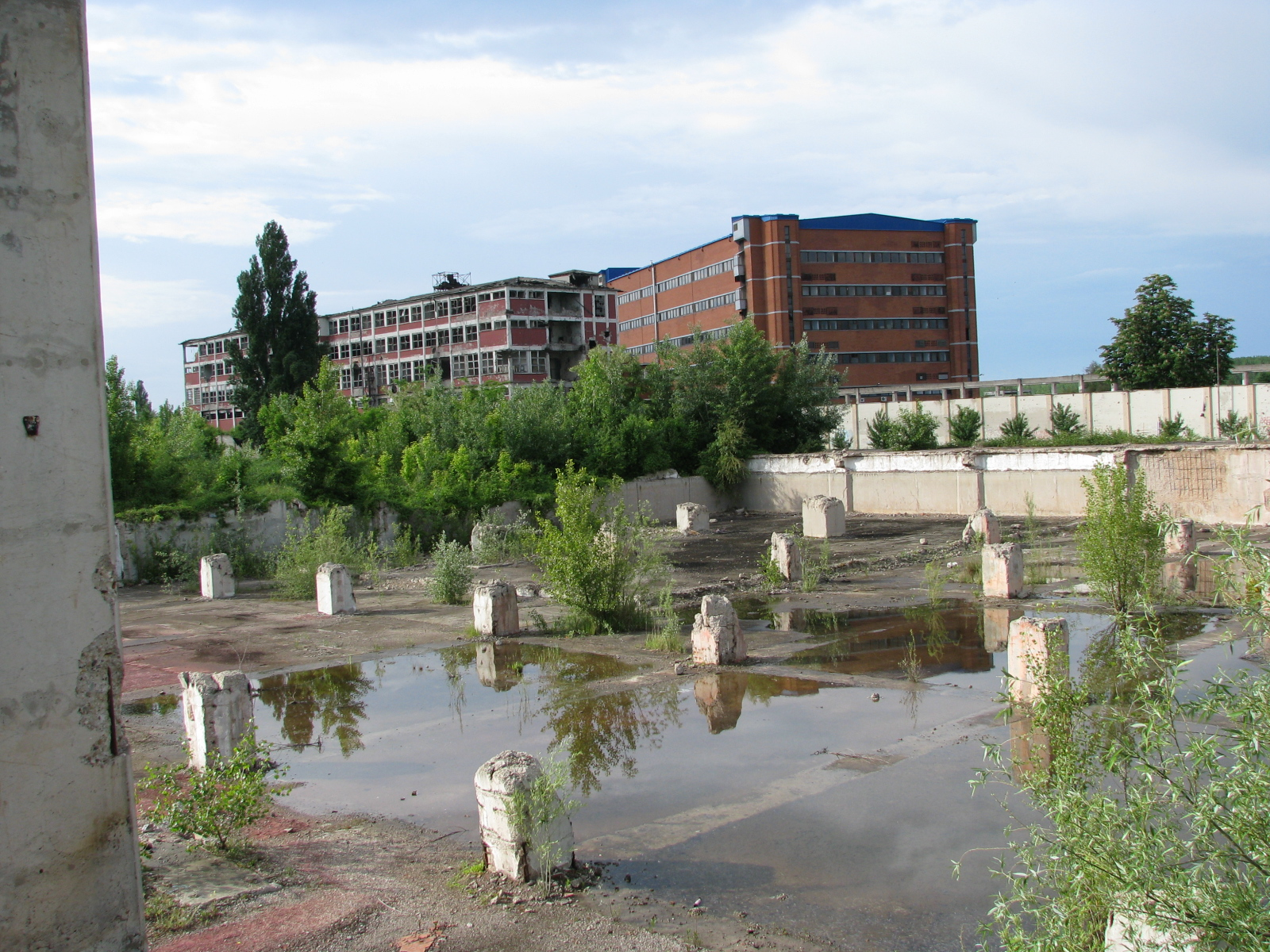
Baťa-Schuhfabrik in Borovo (Kroatien) (1941)
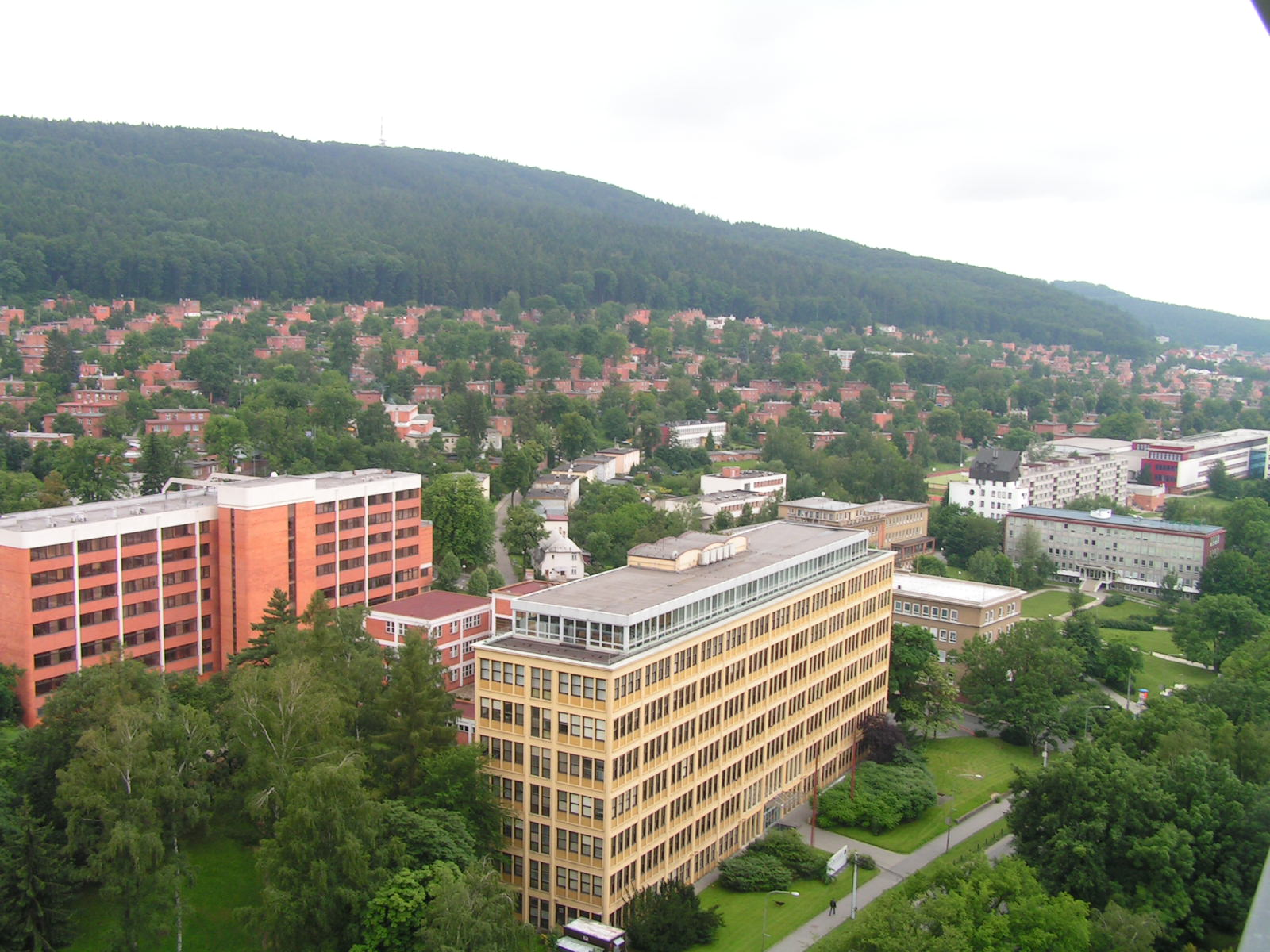
Ehem. Bezirksverwaltung in Zlín (1950)